# باول بيري (كاتب)
باول بيري (بالإنجليزية: Paul Perry)‏ هو منتج أفلام وكاتب أمريكي، ولد في 1950.